# Rudolf Gottfried Christian Iffland
Rudolf Gottfried Christian Iffland (* 17. Dezember 1788 in Groß Möringen; † 8. November 1857 in Berlin) war ein preußischer Generalmajor. 

## Leben

### Herkunft und Familie
Rudolf Gottfried Christian war Sohn des gleichnamigen Predigers in Groß Möringen. Er vermählte sich 1815 in Berlin mit Maria Wilhelmine, geschiedene Kettler, geborene Weber (1786–1853). Aus der Ehe gingen die Söhne Karl Roderich (* 1824) und Max Rudolf (* 1825) hervor.

### Werdegang
Nach seinem Theologiestudium trat er 1813 als Freiwilliger in das 6. Kurmärkische Landwehr-Infanterie-Regiment der Preußischen Armee ein. Noch im selben Jahr avancierte er zum Sekondeleutnant und nahm an den Befreiungskriegen teil. Hierbei verdiente er sich das Eiserne Kreuz II. Klasse. 1814 wurde er Regimentsadjutant.
Er gehörte 1816 dem besoldeten Stamm des 3. Potsdamer Landwehr-Regiments an, stieg 1818 zum Premierleutnant auf und wechselte in die Adjutantur. 1822 erhielt er den Roten Adlerorden IV. Klasse, 1834 den Orden der Heiligen Anna II. Klasse und 1835 den Orden des Heiligen Wladimir III. Klasse. Ebenfalls im Jahr 1835 erhielt er seine Beförderung zum Major und wurde dem 24. Infanterie-Regiment bei Belassung seiner Stellung aggregiert. Nachdem ihm 1843 der Rote Adlerorden III. Klasse mit Schleife verliehen wurde, avancierte er 1845 zum Oberstleutnant und 1848 zum Oberst. Noch im Jahr 1848 wechselte er in den Vorstand der Geheimen Kriegskanzlei, wo ihm 1849 zunächst die interimistische Leitung für das Invalidenwesen übertragen wurde, dann aber der Vorstand der Abteilung. Im Jahr 1856 hat er seinen Abschied als Generalmajor mit Pension erhalten und wurde 1857 auf dem alten Garnisonfriedhof beigesetzt.